# Campeonato de fútbol de las Islas Vírgenes Estadounidenses
El Campeonato de futbol de las Islas Vírgenes Estadounidenses es el máximo torneo de clubes en las Islas Vírgenes de los Estados Unidos, administrado por la Federación de Fútbol de las Islas Vírgenes Estadounidenses.

## Formato
Por primera vez, los equipos de las dos principales islas, Saint Croix y Saint Thomas, compitieron juntos en la misma liga (anteriormente, jugaban en sus propias ligas, y los dos mejores de cada liga clasificaba a los play-offs). Un total de ocho equipos, con cuatro equipos de cada isla, compitieron en la temporada regular.

## Equipos 2025
| Equipos de Saint Croix: - Helenites SC - Prankton United SC - Rovers FC - Capa | Equipos de Saint Thomas: - LRVI FC - New Vibes SC - Raymix SC - Massey SA |

## Palmarés
| Temporada                     | Campeón           | Resultado   | Subcampeón        |
| ----------------------------- | ----------------- | ----------- | ----------------- |
| Association Club Championship |                   |             |                   |
| 1997-98                       | MI Roc Masters FC |             | Helenites SC      |
| 1999-00                       | UWS Upsetters     | 5-1         | Helenites SC      |
| 2001-02                       | Haitian Stars SC  | 1-0         | UWS Upsetters     |
| 2004-05                       | Positive Vibes FC | 2-0         | Helenites SC      |
| 2005-06                       | New Vibes SC      | 4-2         | Positive Vibes FC |
| 2006-07                       | Helenites SC      | 1-0         | Positive Vibes FC |
| 2007-08                       | Positive Vibes FC | Liga        | New Vibes SC      |
| 2011-12                       | Helenites SC      | (5) 3-3 (4) | New Vibes SC      |
| 2012-13                       | New Vibes SC      | (4) 0-0 (3) | Positive Vibes FC |
| 2013-14                       | Helenites SC      | 3-1         | Positive Vibes FC |
| 2014-15                       | Helenites SC      | 3-1         | Raymix SC         |
| 2015-16                       | Raymix SC         | 3-2         | Helenites SC      |
| 2016-17                       | Raymix SC         | 1-0         | Helenites SC      |
| USVISF Premier League         |                   |             |                   |
| 2018-19                       | Helenites SC      | 2-1         | United We Stand   |
| Association Club Championship |                   |             |                   |
| 2022-23                       | New Vibes SC      | 4-0         | United We Stand   |
| USVISF Premier League         |                   |             |                   |
| 2024                          | Rovers SC         | 3-1         | Helenites SC      |

## Títulos por equipo
| Club                                    | Títulos | Subtítulos | Años campeón                                | Años subcampeón                                   |
| --------------------------------------- | ------- | ---------- | ------------------------------------------- | ------------------------------------------------- |
| Helenites SC                            | 5       | 6          | 2006-07, 2011-12, 2013-14, 2014-15, 2018-19 | 1997-98, 1999-00, 2004-05, 2015-16, 2016-17, 2024 |
| New Vibes SC                            | 4       | 2          | 2005-06, 2008-09, 2012-13, 2022-23          | 2007-08, 2011-12                                  |
| Positive Vibes FC                       | 2       | 5          | 2004-05, 2007-08                            | 2005-06, 2006-07, 2008-09, 2012-13, 2013-14       |
| Raymix SC                               | 2       | 1          | 2015-16, 2016-17                            | 2014-15                                           |
| United We Stand (Incluye UWS Upsetters) | 1       | 3          | 1999-00                                     | 2001-02, 2018-19, 2022-23                         |
| MI Roc Masters FC †                     | 1       | -          | 1997-98                                     | ----                                              |
| Haitian Stars SC †                      | 1       | -          | 2001-02                                     | ----                                              |
| Rovers FC                               | 1       | -          | 2024                                        | ----                                              |

- † Equipo desaparecido.

## Tabla histórica
- Tabla histórica de la Premier League de la Islas Vírgenes Estadounidenses desde la creación en 2018-19 hasta la temporada 2019-20.

| N.º | Club               | Temp. | P.D. | P.G. | P.E. | P.P. | G.F. | G.C. | Dif. | Puntos |
| --- | ------------------ | ----- | ---- | ---- | ---- | ---- | ---- | ---- | ---- | ------ |
| 1.  | Helenites SC       | 2     | 19   | 14   | 3    | 2    | 71   | 26   | +45  | 45     |
| 2.  | Raymix SC          | 2     | 18   | 10   | 1    | 7    | 44   | 32   | +12  | 31     |
| 3.  | United We Stand FC | 2     | 15   | 9    | 2    | 4    | 63   | 23   | +40  | 29     |
| 4.  | Unique FC          | 2     | 19   | 8    | 3    | 8    | 38   | 52   | -14  | 27     |
| 5.  | Rovers FC          | 2     | 17   | 6    | 4    | 7    | 34   | 26   | +8   | 22     |
| 6.  | New Vibes SC       | 2     | 16   | 7    | 1    | 8    | 32   | 25   | +7   | 22     |
| 7.  | LRVI FC            | 2     | 16   | 5    | 1    | 10   | 41   | 59   | -18  | 16     |
| 8.  | Prankton SC        | 2     | 16   | 3    | 1    | 12   | 28   | 85   | -57  | 10     |
| 9.  | Waitikubuli        | 1     | 6    | 1    | 0    | 5    | 6    | 29   | -23  | 3      |